# Néo-finalisme
Néo-finalisme est un livre du philosophe français Raymond Ruyer, publié aux Presses universitaires de France en 1952, et réédité en 2012 avec une préface de Fabrice Colonna. 

## Résumé
Il s'agit d'un traité de métaphysique qui s'appuie sur les découvertes scientifiques en physique quantique, embryologie, cybernétique et psychologie de la forme. Il se clôt sur des réflexions théologiques. L'objectif de l'ouvrage est de réhabiliter le finalisme, sous une version rénovée, comme doctrine d'explication de ce qui se passe dans l'univers. Il critique fortement le mécanisme et le fonctionnalisme. Il s'inspire de la philosophie du Britannique Alfred North Whitehead.